# Aínsa
Aínsa (en aragonés L'Aínsa), es una villa pirenaica de la provincia de Huesca, en la comarca de Sobrarbe y la comunidad autónoma de Aragón (España). Es, asimismo, la capital del municipio de Aínsa-Sobrarbe (aragonés, L'Aínsa-Sobrarbe), y ostenta la cocapitalidad de la comarca, junto con la villa de Boltaña. Todo su casco antiguo, de estilo medieval, está declarado Conjunto Histórico y Bien de Interés Cultural.

## Situación
Está situado en el Pirineo de Huesca, en la comarca de Sobrarbe. Es la capital, junto con Boltaña, del antiguo condado de Sobrarbe.
Parte de su término municipal está ocupado por el parque natural de la Sierra y los Cañones de Guara.

## Geografía urbana

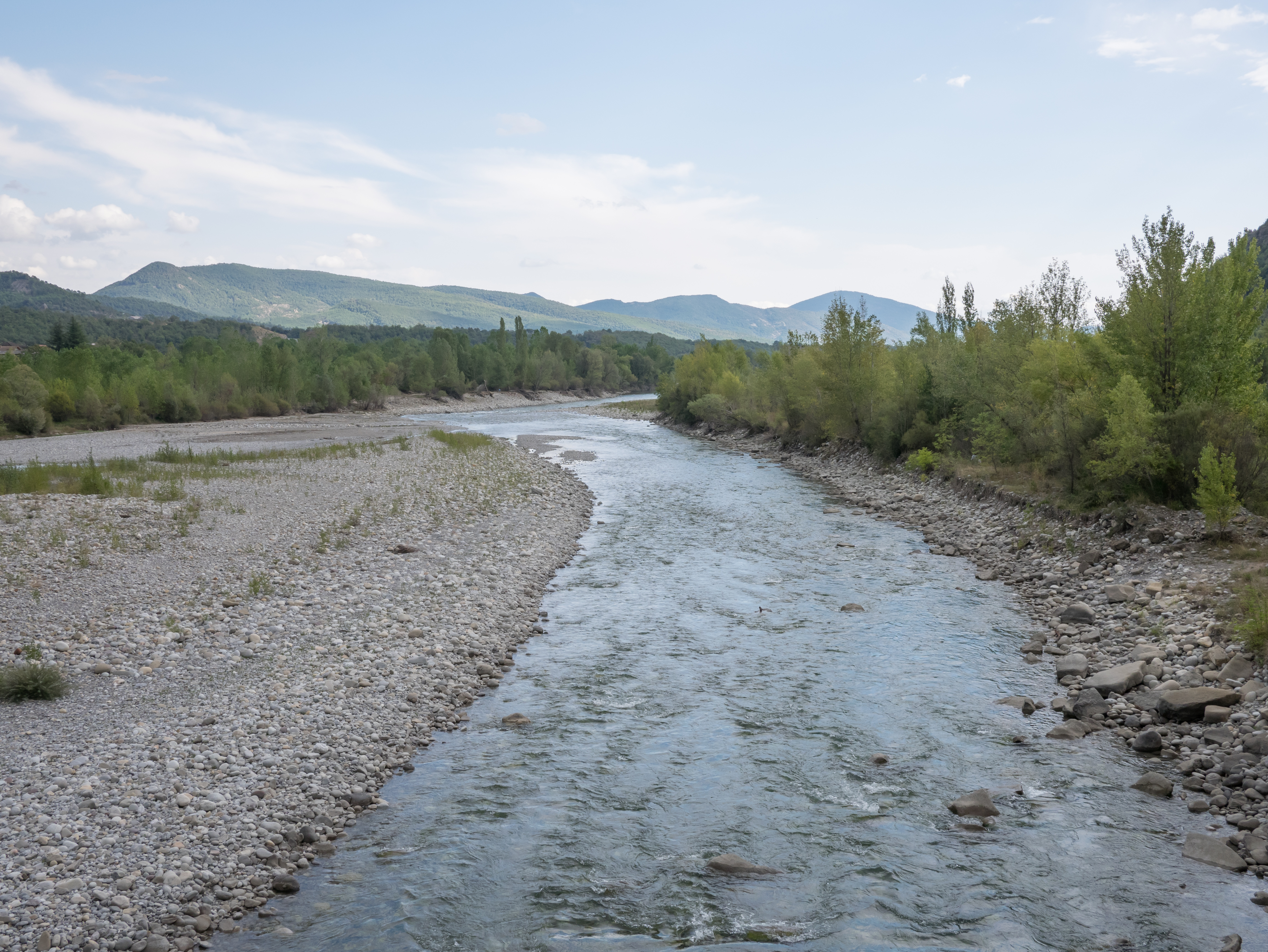
Río Cinca a su paso por Aínsa. Sobrarbe, Aragón, España.

Su núcleo original, que se emplaza en un promontorio sobre la confluencia de los ríos Cinca y Ara, está formado por dos calles casi paralelas, la calle Mayor y la calle Santa Cruz que desembocan en la plaza Mayor. A continuación, en dirección oeste, aparece el castillo que se extiende por una amplia explanada. Próximo a él está el templete de la Cruz Cubierta construido en 1665; según la leyenda, aquí se produjo el milagro de la aparición de una cruz de fuego sobre una carrasca lo que favoreció la victoria de las tropas de García Jiménez sobre las musulmanas. Por este motivo en el escudo de la villa figura una carrasca coronada por una cruz.

Con clara distribución medieval, el casco histórico de Aínsa está declarado conjunto histórico-artístico desde 1965. Actualmente es un centro turístico de relevancia, tal y como constató su elección como capital de Turismo Rural 2018.
Está catalogado como Uno de Los Pueblos Más Bonitos de España desde el año 2015 y pertenece desde entonces a la asociación homónima. 

## Historia
Aunque la leyenda sitúa el nacimiento de Aínsa en la conquista de la plaza por las tropas del rey Garci Ximénez en el año 724 gracias al milagro de la cruz de fuego. Desde el siglo XVI hay una cruz, la "Cruz Cubierta", en el lugar donde supuestamente ocurrieron los hechos. Sin embargo, las fuentes históricas apuntan a que los musulmanes no llegaron a establecerse en esta tierras.

### Castillo

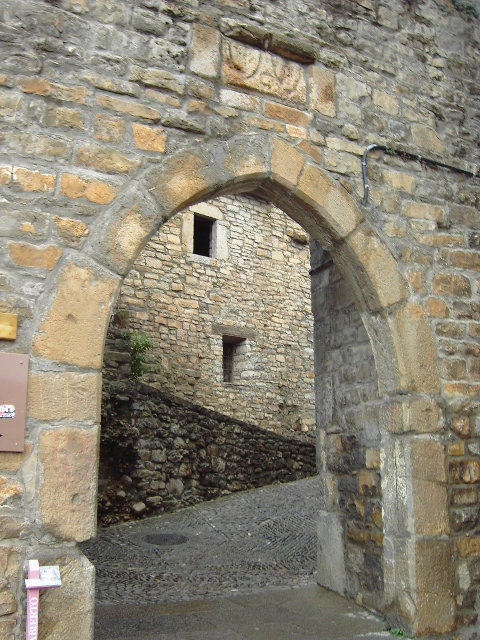
Puerta Portal de afuera de la muralla.

El castillo de Aínsa, su origen  data del siglo XI. Formó parte de la línea de defensa de los territorios cristianos (línea que se extendía hasta Abizanda), y se convirtió en el embrión de la villa, que en la Edad Media fue amurallada, y se convirtió en la capital del condado de Sobrarbe que perteneció al reino de Nájera-Pamplona (antes de que este diera lugar al reino de Navarra) y luego se integró en el reino de Aragón.
En 1124 el rey Alfonso I el batallador otorgó la Carta puebla por la que se beneficiaba a sus habitantes con el fuero de Jaca.
La importancia de la plaza llevó que la iglesia de Santa María fuera concebida también como defensa, tal y como atestiguan las saeteras de su torre.

### sigloXX
La pérdida de importancia de la comarca del Sobrarbe llevó al declive de la actividad de Aínsa, que se mantuvo en un estado de subsistencia hasta principios del siglo XX, cuando las actividades tradicionales se vieron alteradas por los planes de construcción de diferentes presas, pantanos y otros sistemas hidráulicos destinados a la producción de electricidad y al suministro de agua para las llanuras del Ebro.
Esta actividad llevó a la expropiación y pérdida de tierras de cultivo de los valles y a la emigración de sus gentes. Muchos de los pueblos vecinos vieron cómo desaparecían la totalidad de sus habitantes y en otros como éstos disminuían drásticamente. Esto llevó a que pasaran a depender del ayuntamiento de Aínsa.
La limitación de recursos de todo tipo que la baja densidad de población y la complicada orografía llevaron a una crisis importante a mediados del siglo XX. Esta crisis fue superada mediante el florecimiento del turismo rural y natural.
La creación de varios parques naturales, primero el del Ordesa y Monte Perdido seguido de otros como el de la sierra de Guara y la práctica del montañismo y de los deportes de aventura la fuente económica más relevante de la población.
En la década de 1960 Aínsa absorbió los municipios de Castejón de Sobrarbe, Coscojuela de Sobrarbe, Gerbe y Griébal, Guaso, Sinués y partes de Sieste y Santa María de Buil.

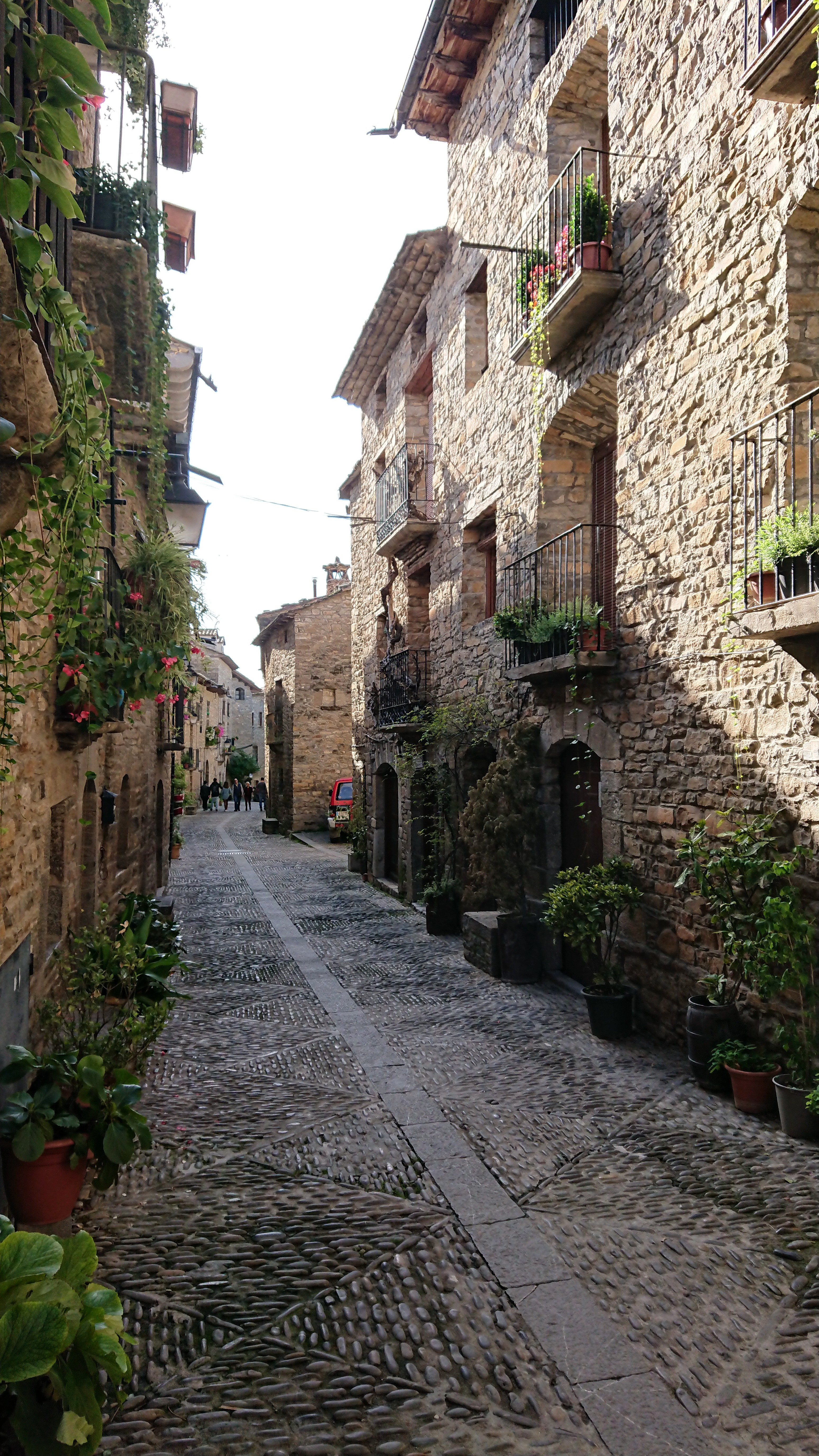
Calle Mayor

## Demografía
Aínsa Sobrarbe cuenta con una población de 1757 habitantes (INE 2021).
| Gráfica de evolución demográfica de Aínsa Sobrarbe entre 1981 y 2021 |
| |
| Población de derecho según los censos de población del INE Población de hecho según los censos de población del INEEntre el censo de 1981 y el anterior, aparece este municipio porque se fusionan los municipios Aínsa y Alto Sobrarbe |

| Gráfica de evolución demográfica de Aínsa entre 1842 y 1970 |
| |
| Población de derecho según los censos de población del INE Población de hecho según los censos de población del INEEntre el censo de 1970 y el anterior, crece el término del municipio porque incorpora a Castejón de Sobrarbe, Coscojuela de Sobrarbe, Gerbe y Griebal, Guaso, parte de Santa María de Bull y parte de Sieste Entre el censo de 1981 y el anterior, este municipio desaparece porque se agrupa en el municipio Aínsa-Sobrarbe |

### Localidad
Datos demográficos de la localidad de Aínsa desde 1900:
| 393                   | 506 | 542 | 587 | 523 | 571 | 578 | 666 | 781 | 949 | 1111 | 1616 | 1757 |
| (Fuente: IAEST e INE) |     |     |     |     |     |     |     |     |     |      |      |      |

- Datos referidos a la población de derecho.

### Antiguo municipio
Datos demográficos del municipio histórico de Aínsa desde 1842 hasta su fusión con el municipio de Alto Sobrarbe.
| 431           | 415 | 441 | 529 | 421 | 407 | 417 | 538 | 542 | 587 | 523 | 571 | 578 | 1295 | -- |
| (Fuente: INE) |     |     |     |     |     |     |     |     |     |     |     |     |      |    |

- Datos referidos a la población de derecho, excepto en los censos de 1857 y 1860 que se refieren a la población de hecho.

## Monumentos
El núcleo urbano original de Aínsa es en sí mismo un monumento digno de visitarse, tal como se reconoció en su declaración de conjunto histórico artístico. Dentro de él destacan:
Castillo de Aínsa
Sus obras comienzan en el siglo XI y experimentaron importantes modificaciones y ampliaciones que culminaron en el XVII. Siendo una fortaleza modificada a lo largo del tiempo, conserva muy pocos elementos del edificio románico. Destacan en él la Torre del Tenente, de planta pentagonal, hoy convertida en un Ecomuseo, el gran patio de armas y un portalón que se abre a la plaza Mayor.
Iglesia parroquial de Santa María
Iglesia románica iniciada en el siglo XI y finalizada en el XII. Se consagró en 1181. De sencilla portada de cuatro arquivoltas apoyadas en otros tantos pares de columnas con capiteles labrados de manera rudimentaria. Tiene una sola nave con bóveda de medio cañón apuntado. la torre, de dimensiones únicas en el románico aragonés, hace imprescindible su visita, con saeteras para la defensa.

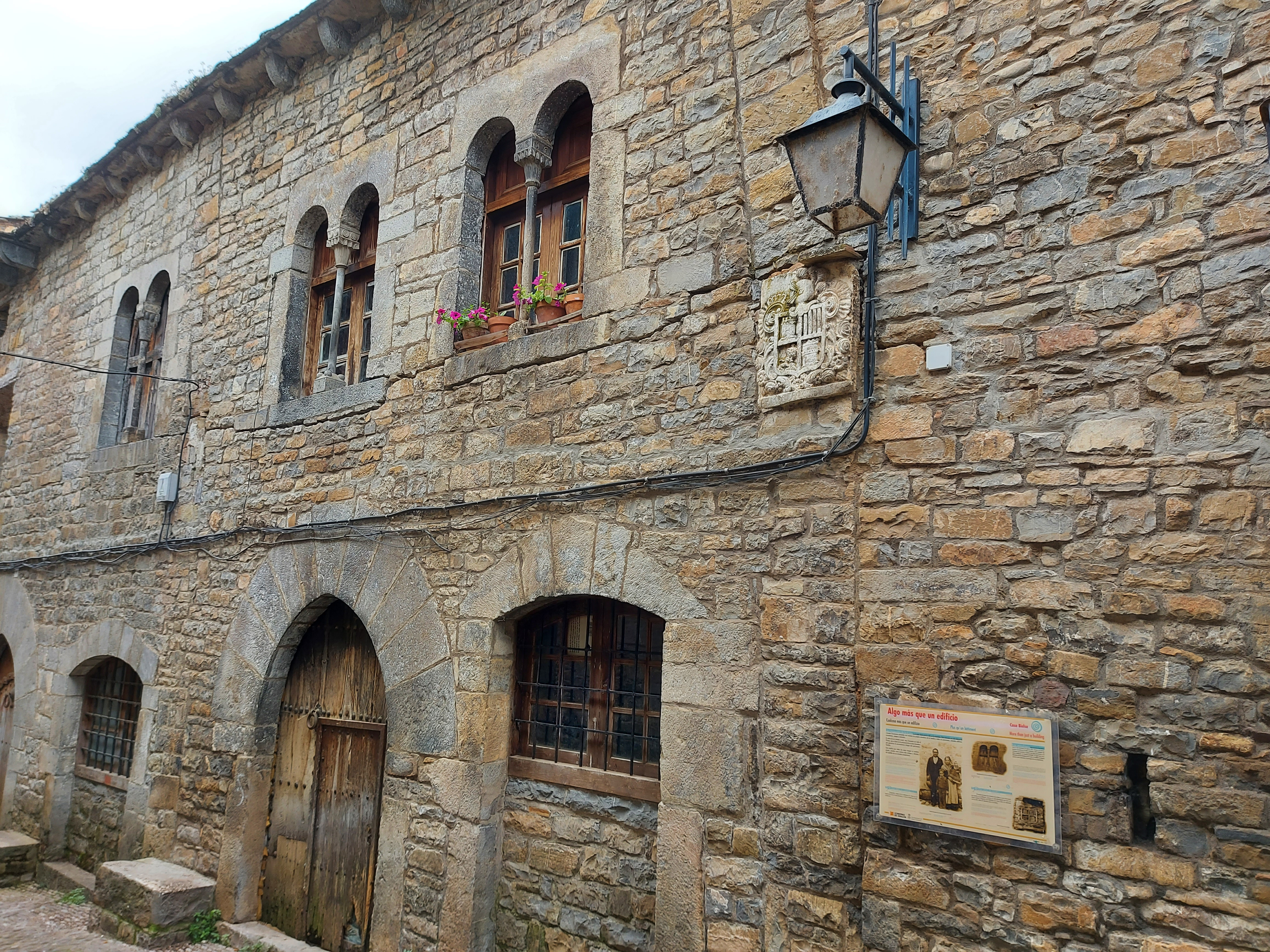
Casa Bielsa

Casa de BielsaDel siglo XVI o XVII, con ventanas geminadas que destacan de las construcciones del entorno.
Casa ArnalDel siglo XVI es ejemplo de edificación típica de la comarca con sus portadas y rejas. El concepto de casa no abarca únicamente el edificio físico, sino que se extiende a las propiedades familiares y a los miembros que componen la familia o conviven en ella.
Plaza MayorPresidida por el edificio del ayuntamiento y abierta al castillo, se rodea por soportales en ambos lados. En estos soportales se encuentran lagares comunitarios donde se llevaba a cabo la prensa de la uva.

## Fiestas
- 11 de enero: Hoguera de San Victorián
- 16 de enero: Hoguera de San Antón
- 19 de enero: víspera de San Sebastián, hogueras.
- 20 de enero: celebración de San Sebastián.
- Primer fin de semana de febrero: Feria de la Trufa Negra del Pirineo
- Primer domingo de febrero: celebración de la "Ferieta" de Aínsa.
- Primer domingo de febrero: Premios "La Cruz de Sobrabre"
- Último domingo de agosto (antes era el primer domingo de septiembre), años pares: representación de «la Morisma», teatro popular que recrea la reconquista de la villa por parte de los ejércitos cristianos, ayudados según la leyenda por la aparición de una cruz de fuego encima de una carrasca.
- Primer fin de semana de septiembre: Expoferia del Sobrarbe.
- 14 de septiembre: fiestas mayores en honor de la Exaltación de la Santa Cruz.
- Octubre: "Sobrarverde Otoño
- Octubre o noviembre: jornadas micológicas.
- Diciembre: jornadas de astronomía.
- Diciembre: «Punchacubas», feria del vino artesano.

## Ciudades hermanadas
- Arreau, Francia.[16]

## Galería de imágenes

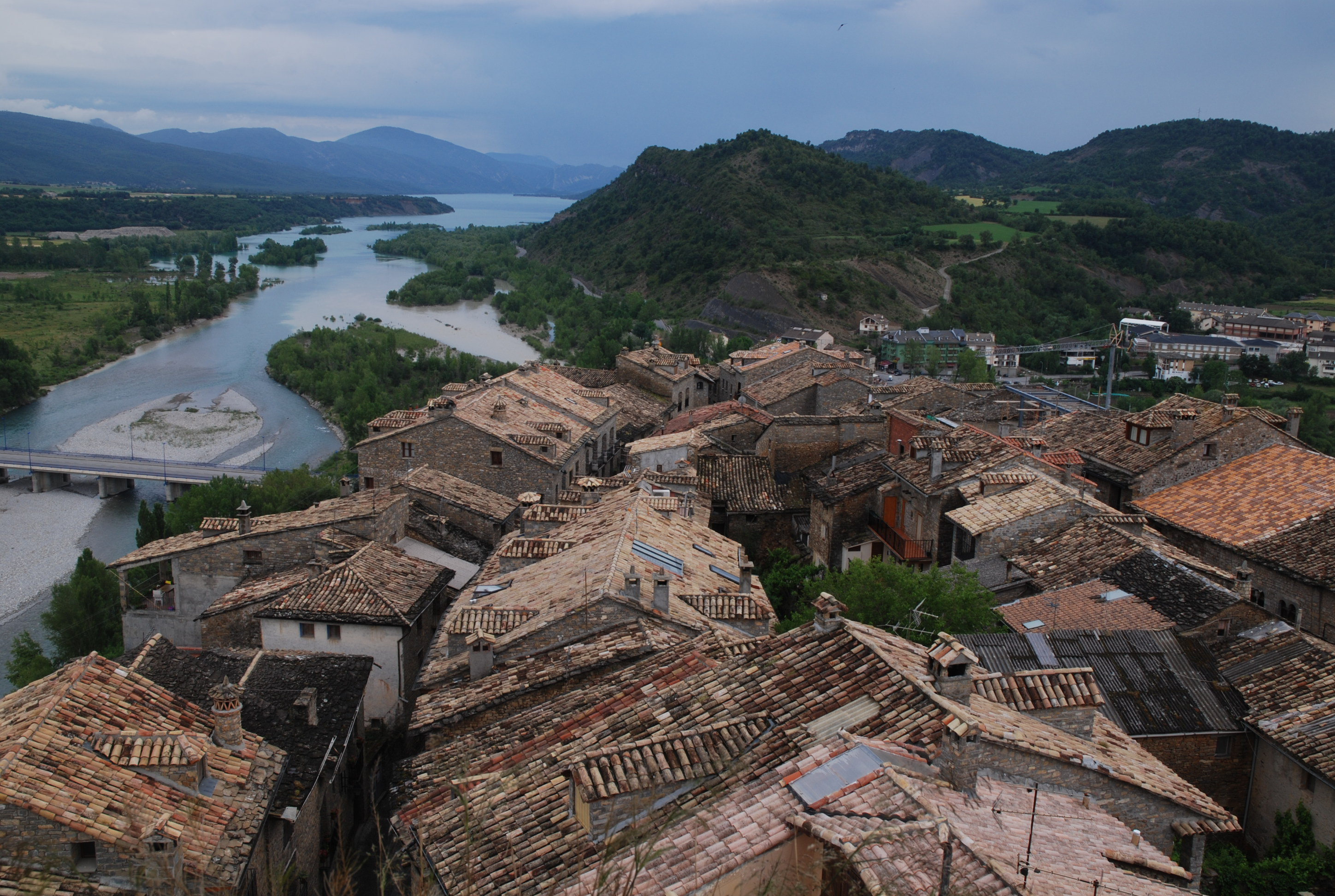
Río Cinca al este de la población
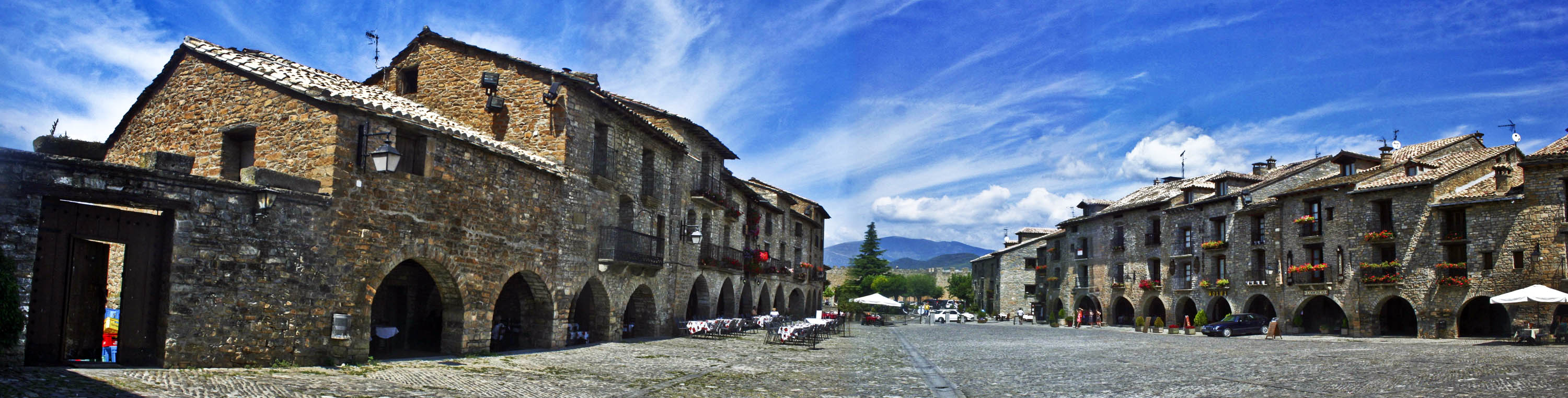
Plaza Mayor porticada
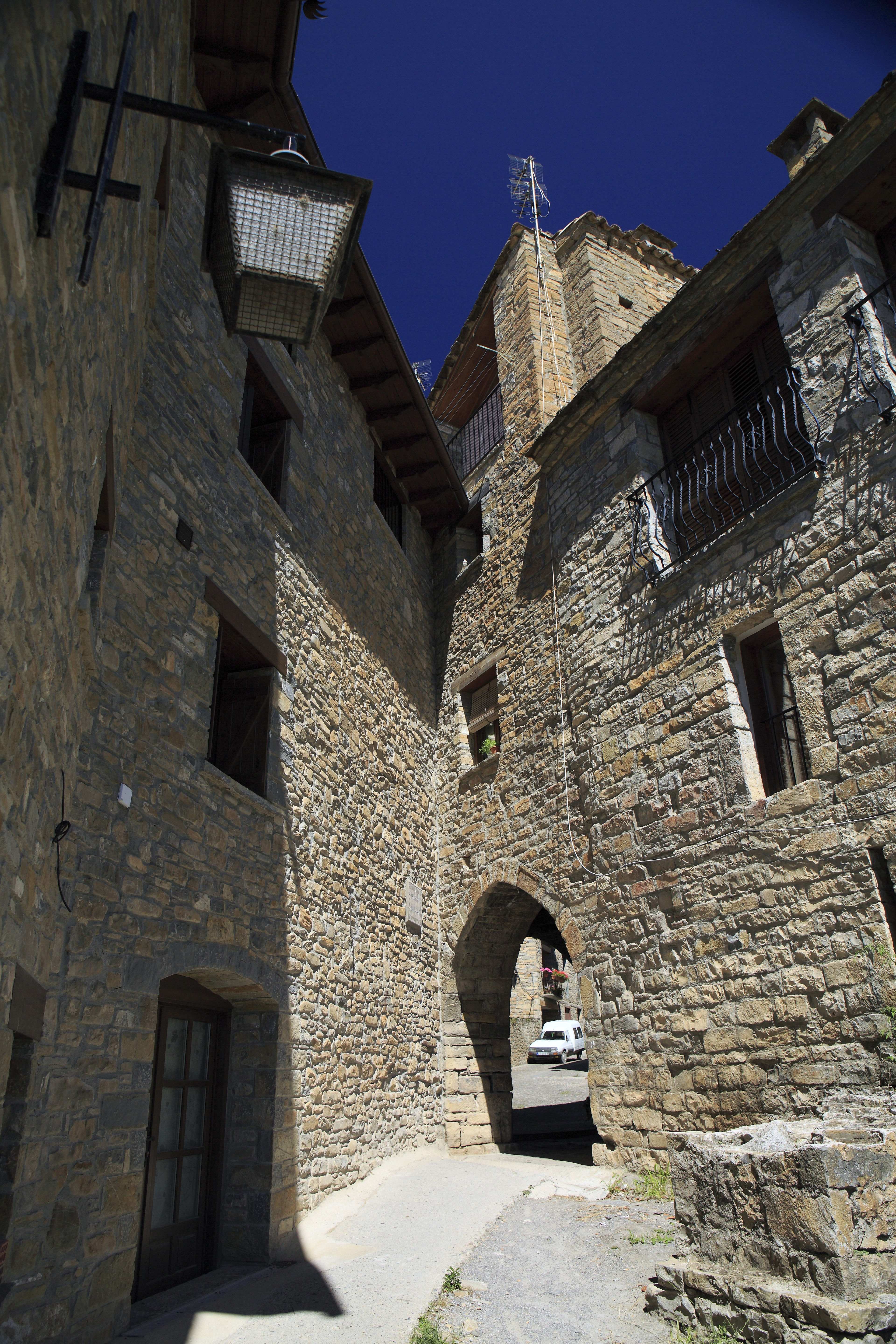
Rincón urbano
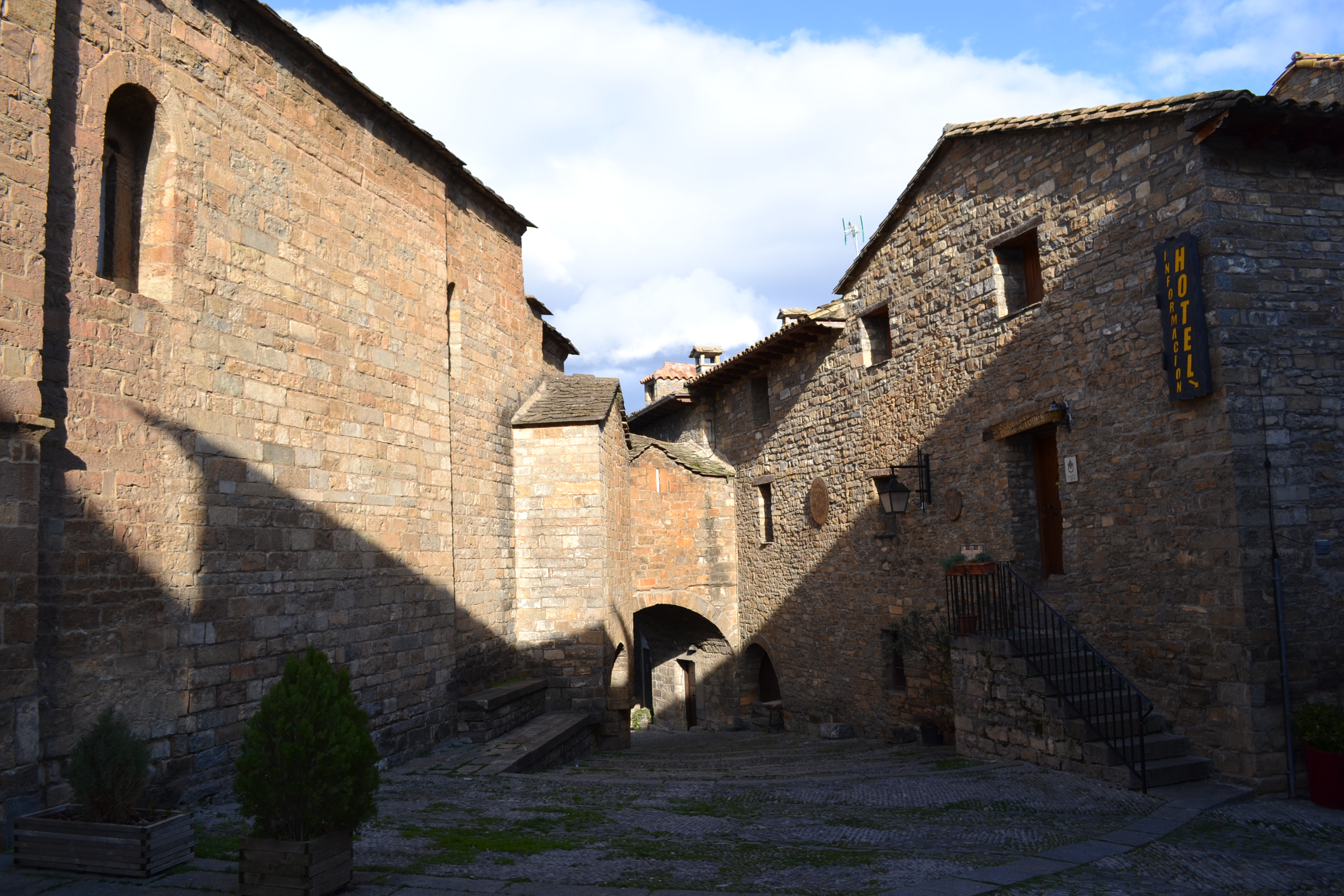
Rincón urbano
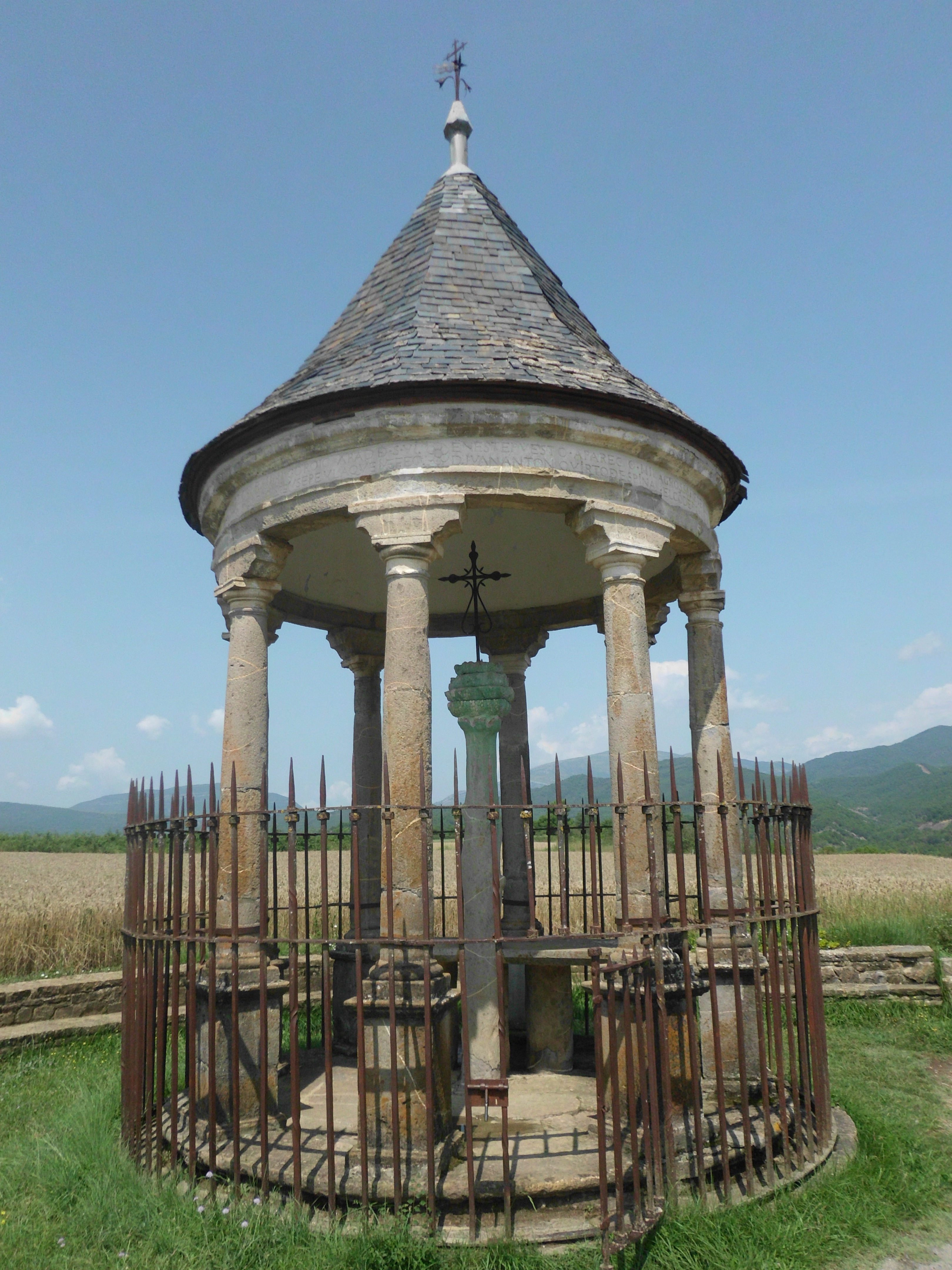
Cruz Cubierta